# São Miguel da Guarda
São Miguel da Guarda foi uma freguesia portuguesa do Município da Guarda, com 9,26 km² de área e 7 928 habitantes (2011). Densidade: 856,2 hab/km².
Foi extinta (agregada) pela reorganização administrativa de 2012/2013, sendo o seu território integrado na nova freguesia da Guarda.

## Caracterização
A antiga freguesia estava inserida no perímetro urbano da cidade da Guarda, englobando vários bairros urbanos (Bairro de São Domingos, Bairro do Pinheiro, Bairro de Nossa Senhora de Fátima, Urbanização de São Miguel) e ainda povoações exteriores à cidade (Póvoa do Mileu, Carapito, Sequeira).

## População
★ Pela Lei nº 93/85 de 4 Outubro, foi criada no concelho da Guarda, a freguesia de São Miguel da Guarda, com lugares desanexados das freguesias da Sé e de São Vicente.
| 1991  | 2001  | 2011  |
| 4 628 | 6 734 | 7 928 |

Por idades em 2001 e 2011			

| 0-14 anos    | 15-24 anos | 25-64 anos   | 65 e + anos |
| 1288 \| 1450 | 981 \| 864 | 3812 \| 4706 | 653 \| 908  |
| +13%         | -12%       | +23%         | +39%        |